# Абморшев, Валентин Иванович
Валентин Иванович Абморшев (1912 — ?) — советский инженер, конструктор угледобывающих комбайнов, лауреат Государственной премии СССР (1967).
Член ВКП(б)/КПСС с 1944 г.
В 1929—1932 гг. работал в Москве упаковщиком, слесарем, шофёром и одновременно учился на рабфаке. Окончил МВТУ (1939).
В 1939—1945 служил в РККА.
В 1945—1959 инженер-конструктор в Гипроуглемаше, с 1948 г. работал над созданием проходческого комбайна ПК-3 (ведущий конструктор).
С 1959 г. главный специалист государственных комитетов. С 1965 г. начальник отдела ГУ горного машиностроения Министерства тяжёлого энергетического и транспортного машиностроения СССР.
Публикации:
- Проходческий комбайн ПК-3 (ПК-3 м) [Текст] / В. И. Абморшев, К. А. Лоханин. — 2-е изд., доп. и перераб. — Москва : Госгортехиздат, 1962. — 220 с., 1 л. черт. : ил.; 22 см.
- Углепогрузочная машина О-5с [Текст] / И. А. Поволоцкий, В. И. Абморшев. — Москва : Углетехиздат, 1951. — 151 с., 4 л. черт. : черт.; 23 см.

Лауреат Государственной премии СССР (1967) — за создание конструкций и освоение промышленного производства проходческих комбайнов типов «ПК» и «Караганда».
Дата смерти не выяснена (не позднее 1985 г.).